# جورج وليام جراي
جورج وليام جراي (بالإنجليزية: George William Gray)‏ (4 سبتمبر 1926 - 12 مايو 2013) هو أستاذ الكيمياء العضوية في جامعة هل كان له دور مهم في تطوير المواد طويلة الأمد والتي جعلت من شاشة العرض البلوري السائل ممكنة.